# 1967 en sport
Cette page présente les faits marquants de l'année 1967 en sport.

## Athlétisme
19 avril : l'Américaine Kathrine Switzer est la première femme officiellement inscrite à courir le marathon de Boston.

## Automobile
- Denny Hulme remporte le Championnat du monde de Formule 1 au volant d'une Brabham-Repco.
- Vainqueur des 24 heures du Mans 1967 : Shelby-American Inc (États-Unis) avec au volant de la Ford GT40 Mk.IV, motorisé par un V8 Ford de 7.L, Dan Gurney (États-Unis) et A. J. Foyt (États-Unis). Il remporterons cette édition au terme de 388 tours.

- 22 octobre : en remportant, au volant de sa Lotus-Climax, le GP du Mexique, le pilote écossais Jim Clark — avec 24 victoires — égale le record du nombre de victoires en Grand Prix, établi dix ans plus tôt par le quintuple champion du monde argentin Juan Manuel Fangio.

## Baseball
- Les Saint Louis Cardinals remportent les World Series face aux Boston Red Sox.

## Basket-ball
- Création de l'ABA, ligue concurrente de la NBA.
- NBA : les Philadelphia Sixers sont champion NBA en battant en finales les San Francisco Warriors 4 manches à 2.
- Alsace de Bagnolet est champion de France.

## Cyclisme

### Cyclisme sur route
- Eddy Merckx se signale en emportant trois classiques Milan-San Remo, Gand-Wevelgem et la Flèche wallonne avant de devenir champion du monde à Heerlen aux Pays-Bas devant le Néerlandais Jan Janssen.

- Roger Pingeon remporte un Tour de France marqué par la mort du Britannique Tom Simpson.

### Cyclisme sur piste
- 30 octobre : le cycliste belge Ferdinand Bracke bat le record du monde de l'heure en parcourant la distance de 48,093 km.

## Football américain
- 1er janvier : Green Bay Packers champion de la NFL. Article détaillé : Saison NFL 1966.
- 1er janvier : Kansas City Chiefs champion de l'AFL. Article détaillé : Saison AFL 1966.
- 15 janvier : Super Bowl I : Green Bay Packers 35, Kansas City Chiefs 10.

## Hockey sur glace
- Les Maple Leafs de Toronto remportent la Coupe Stanley 1967. C'est leur dernière conquête du trophée à ce jour.
- La Ligue nationale de hockey passe de six équipes à douze (voir détails).
- Coupe Magnus : Chamonix champion de France.
- L’Union soviétique remporte le championnat du monde 1967.
- EHC Kloten champion de Suisse.

## Jeux méditerranéens
- La cinquième édition des Jeux méditerranéens se tient du 8 au 17 septembre à Tunis (Tunisie).

## Rugby à XIII
- 7 mai : à Carcassonne, Carcassonne remporte la Coupe de France face au XIII Catalan 10-4.
- 21 mai : à Toulouse, Carcassonne remporte le Championnat de France face à Saint-Gaudens 45-20.

## Rugby à XV
- La France remporte le Tournoi des Cinq Nations.
- 28 mai : l'US Montauban est champion de France face au CA Bègles : 11-3. À la remise du trophée, le capitaine Louis Blanc eut cette phrase pleine de sens à propos du fameux Bouclier de Brennus : « Je ne le croyais pas si lourd ! ».

## Ski alpin
- Coupe du monde
  - Le Français Jean-Claude Killy remporte le classement général de la première Coupe du monde.
  - La Canadienne Nancy Greene remporte le classement général de la première Coupe du monde féminine.

## Tennis
- 4 juin :  dix-neuf ans après Nelly Adamson Landry, Françoise Dürr s'impose à Roland Garros. À 24 ans, elle remporte les Internationaux de France en dominant en finale la favorite australienne, Lesley Turner (6-3, 3-6, 6-4).

## Naissances
- 2 janvier : Basile Boli, footballeur français.
- 13 janvier : 
  - Alec Kessler, joueur de basket-ball américain. († 13 octobre 2007).
  - Eugene Donnelly, pilote automobile de rallye nord irlandais.
- 17 janvier : Régis Brouard, footballeur puis entraîneur français.
- 18 janvier : 
  - Iván Zamorano, footballeur chilien.
  - Massimo Donati, coureur cycliste italien.
- 19 janvier : Álvaro Mejía, coureur cycliste colombien.
- 22 janvier :
  - Lionel Plumenail, escrimeur français, pratiquant le fleuret, champion olympique par équipes aux Jeux de Sydney en 2000.
  - José Antonio Estrada, joueur de baseball cubain, membre de l'équipe championne olympique aux Jeux de Barcelone en 1992.
- 23 janvier : 
  - Naim Süleymanoğlu, haltérophile turc.
  - Alberto Fontana, footballeur italien.
- 25 janvier :
  - David Ginola, footballeur français.
  - Václav Němeček, footballeur tchèque.
- 30 janvier : Paul Maurice, entraîneur professionnel de hockey sur glace.
- 8 février : Laurent Madouas, coureur cycliste français.
- 9 février : Fabrice Divert, footballeur international français.
- 10 février : Jacky Durand, coureur cycliste français.
- 11 février :
  - Uwe Daßler, nageur allemand.
  - Ciro Ferrara, footballeur puis entraîneur italien.
- 12 février : Anita Wachter, skieuse alpin autrichien.
- 14 février : Raúl Pérez, boxeur mexicain.
- 15 février : Maximilian Sciandri, coureur cycliste anglo-italien.
- 18 février :
  - Colin Jackson, athlète britannique;
  - Roberto Baggio, footballeur italien.
- 20 février : Paul Accola, skieur alpin suisse.
- 26 février : Artūras Kasputis, coureur cycliste lituanien.
- 2 mars : Thierry Lacroix, rugbyman français.
- 4 mars : Michael Andersson, coureur cycliste suédois.
- 18 mars : Hernán Buenahora, coureur cycliste colombien.
- 23 mars : Mario Cipollini, coureur cycliste italien.
- 30 mars : Christopher Bowman, patineur artistique américain.
- 5 avril : Franck Silvestre, footballeur international français.
- 19 avril : Philippe Saint-André, rugbyman puis manager français.
- 22 avril : Cécile Nowak, judokate française.
- 24 avril : Omar Vizquel, joueur de baseball vénézuélien, ayant joué 18 saisons en Ligue majeure aux États-Unis.
- 28 avril : Michel Andrieux, rameur français,  champion olympique en deux sans barreur aux Jeux de Sydney en 2000, champion du monde en 1993 en quatre sans barreur et en 1997 en deux sans barreur.
- 18 mai : Heinz-Harald Frentzen, pilote automobile allemand.
- 22 mai : 
  - Stefano Della Santa, coureur cycliste italien.
  - Christophe Gagliano, judoka français, médaillé olympique en 1996.
- 25 mai : Luc Nilis, footballeur belge.
- 27 mai :
  - Paul Gascoigne, footballeur anglais.
  - George McCloud, basketteur américain.
- 14 juin : Wendy Williams, plongeuse américaine.
- 17 juin : Terry Norris, boxeur américain.
- 19 juin : Bjørn Dæhlie, skieur de fond norvégien.
- 28 juin : Lars Riedel, athlète allemand.
- 6 juillet : Robert Duverne, préparateur physique de football français.
- 9 juillet : Yordan Letchkov, footballeur bulgare.
- 17 juillet : Michele Coppolillo, coureur cycliste italien.
- 19 juillet : Carles Busquets, footballeur espagnol.
- 6 août : Marcel Wüst, coureur cycliste allemand.
- 7 août : Jean-Philippe Dojwa, coureur cycliste français.
- 11 août : Massimiliano Allegri, footballeur puis entraîneur italien.
- 25 août : Claudio Pistolesi, joueur italien de tennis.
- 30 août : Ina Kümmel, skieuse de fond allemande.
- 2 septembre : Andreas Möller, footballeur allemand.
- 3 septembre : Hubert Fournier, footballeur puis entraîneur français.
- 9 septembre : B. J. Armstrong, joueur américain de basket-ball, triple champion NBA avec les Chicago Bulls (1991, 1992, 1993).
- 13 septembre : Michael Johnson, athlète américain.
- 19 septembre :
  - Alexandre Kareline, lutteur russe.
  - Steve Locher, skieur alpin suisse.
- 20 septembre : Andrei Teteriouk, coureur cycliste kazakh.
- 26 septembre : Éric Roy, footballeur puis entraîneur français.
- 2 octobre : Thomas Muster, joueur de tennis autrichien.
- 6 octobre : Kennet Andersson, footballeur suédois.
- 7 octobre : Fabrice Moreau, footballeur franco-camerounais.
- 9 octobre : Gheorghe Popescu, footballeur roumain.
- 10 octobre : Jean-Christophe Cano, footballeur puis agent de joueurs.
- 13 octobre : 
  - Javier Sotomayor, athlète cubain.
  - Jean-Luc Dogon, footballeur français
- 14 octobre : Alain Roche, footballeur français.
- 15 octobre : Lawrence Roche, cycliste irlandais.
- 17 octobre : Nathalie Tauziat, joueuse de Tennis française.
- 19 octobre : Eduardo Laborde, joueur de rugby argentin.
- 21 octobre : Johan Verstrepen, cycliste belge.
- 22 octobre : Ulrike Maier, skieuse alpine autrichienne († 29 janvier 1994).
- 23 octobre : Ardian Kozniku, footballeur croate.
- 24 octobre : Thierry Adam, journaliste sportif français.
- 26 octobre : Joël Cantona, footballeur puis acteur français.
- 29 octobre : Wolfgang Perner, biathlète autrichien.
- 30 octobre : David White, footballeur anglais.
- 18 novembre : Jeroen Boere, 39 ans, footballeur néerlandais. († 16 août 2007).
- 22 novembre : Boris Becker, joueur de Tennis allemand.
- 23 novembre : Christophe Cocard, footballeur international français.
- 2 décembre : Massimiliano Lelli, coureur cycliste italien.
- 4 décembre : Guillermo Amor, footballeur espagnol.
- 10 décembre : Daniel Dutuel, footballeur international français.
- 16 décembre : Donovan Bailey, athlète canadien, champion olympique du 100 mètres et du Relais 4 × 100 mètres aux Jeux d'Atlanta en 1996, champion du monde du 100 mètres en 1995 et du Relais 4 × 100 mètres en 1995 et 1997.

## Décès
- 13 mars : Frank Worrell, 42 ans, joueur de cricket barbadien, (51 sél. en test cricket de 1948 à 1963, équipe des Indes occidentales). (° 1er août 1924).
- 13 juillet : Tom Simpson, 29 ans, coureur cycliste britannique. (° 30 novembre 1937).